# Palazzo Capomazza di Campolattaro

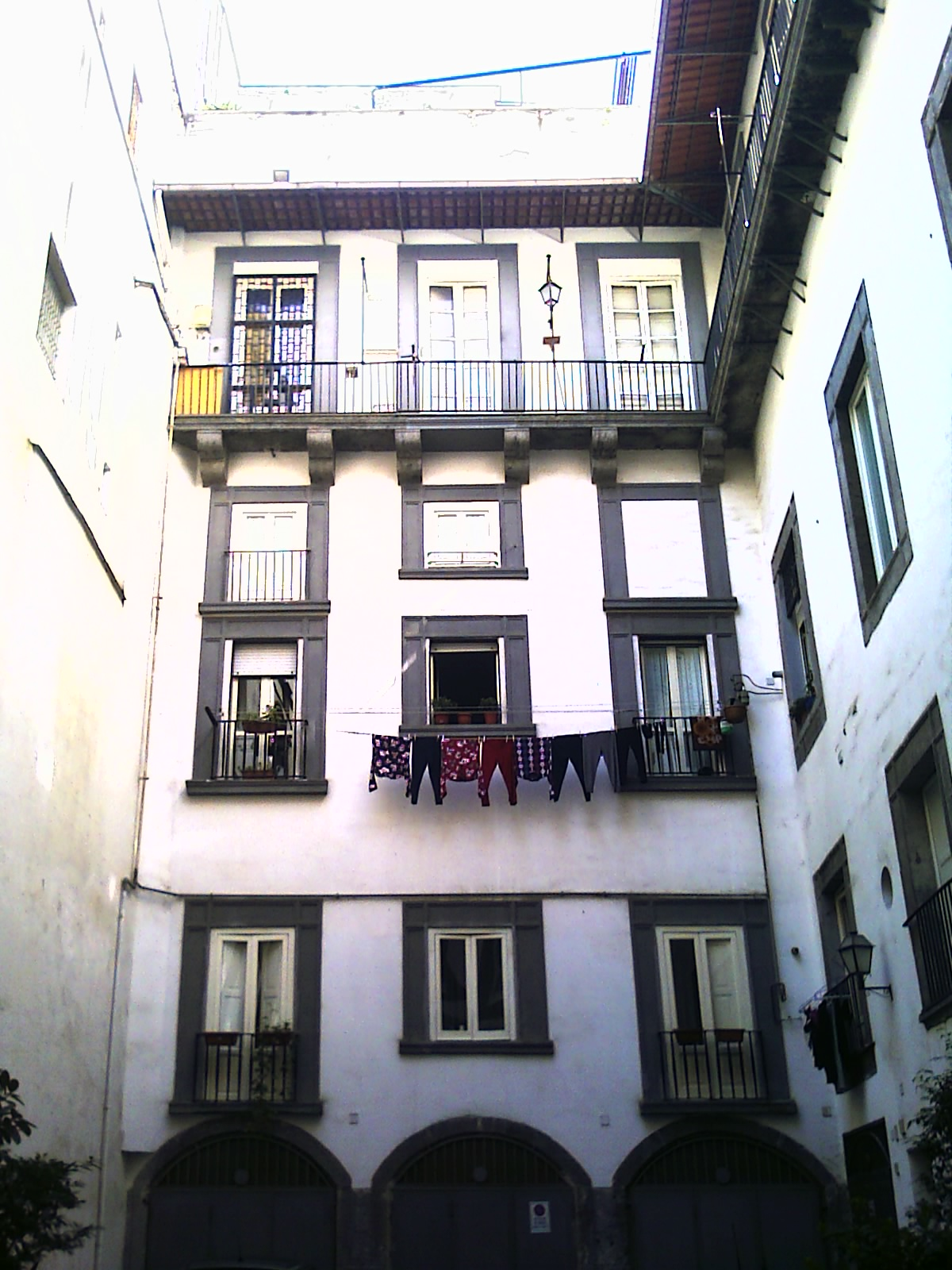
Palazzo Capomazza di Campolattaro in Neapel, Innenhof

Der Palazzo Capomazza di Campolattaro ist ein Palast aus dem 15. Jahrhundert im Viertel San Giuseppe von Neapel in der italienischen Region Kampanien. Er liegt in der Via Nilo.

## Geschichte
Der Palast wurde im 15. Jahrhundert errichtet und gehörte der historischen Familie Capomazza, Markgrafen von Campolattaro, die dem Patriziat von Pozzuoli zugeschrieben wurden.

## Beschreibung
Der Renaissancepalast wurde gegenüber dem Palazzo del Panormita mit seiner imposanten Fassade errichtet. Im 16. Jahrhundert wurden die Dekorationen im Piperno erneuert, die das Gebäude mit dem luftigen Innenhof kennzeichnen.
Der Innenhof zeigt bemerkenswerte Verzierung aus Piperno und Fenster mit einfachen Zierleisten, während sich auf der linken Seite die Treppe mit Loggien, verziert mit Unterbögen, ebenfalls aus Piperno, öffnet.